# ساغروان
ساغروان، روستایی از توابع بخش مرکزی شهرستان مشهد در استان خراسان رضوی ایران است.

## جمعیت
این روستا در دهستان میان ولایت قرار دارد و براساس سرشماری مرکز آمار ایران در سال 1395، جمعیت آن 4455نفر (1175خانوار) بوده‌است.